# Zespół zabudowy mieszkalno-usługowej przy ulicy Świdnickiej we Wrocławiu

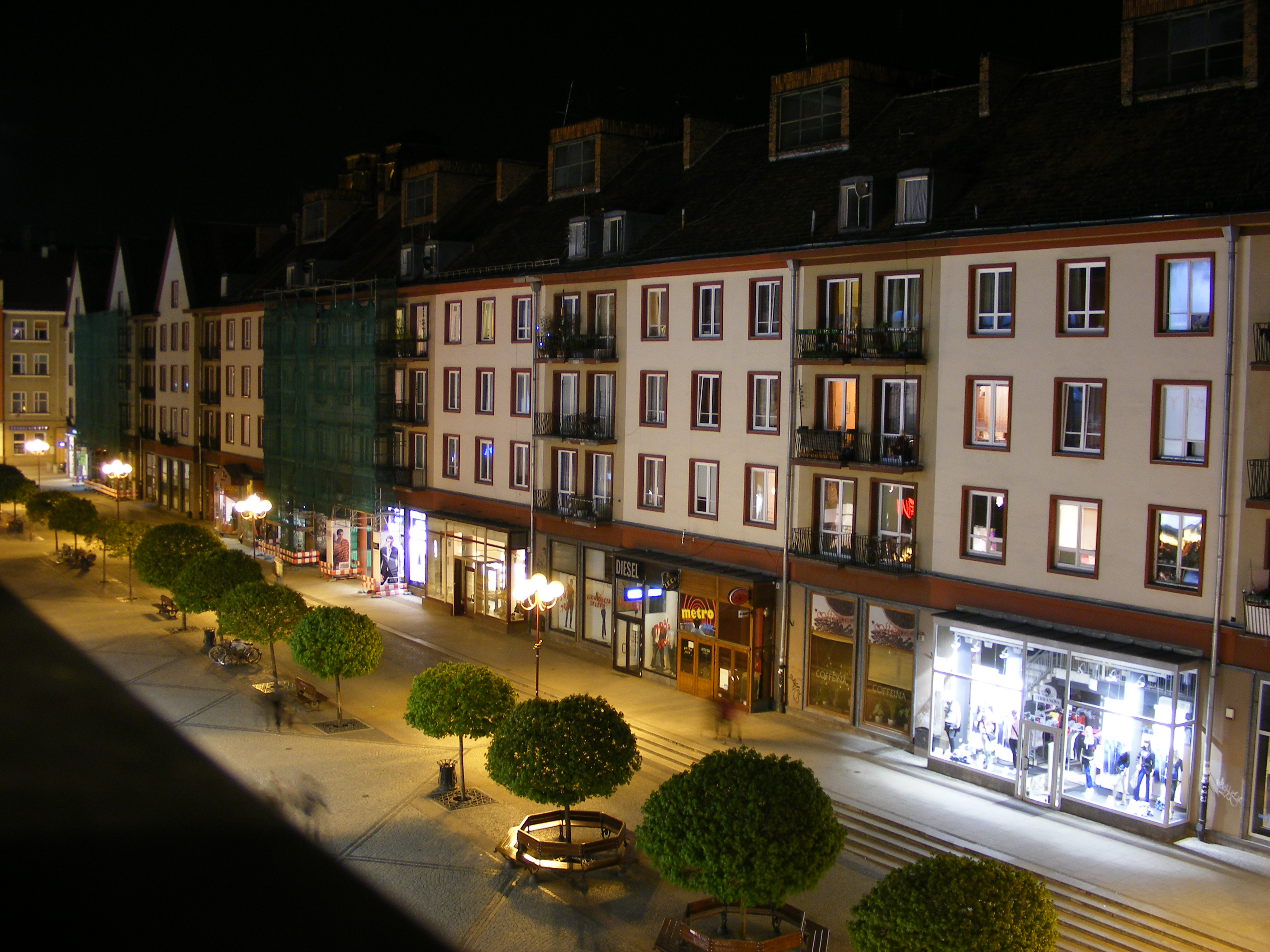
Ul. Świdnicka i pierzeja wschodnia

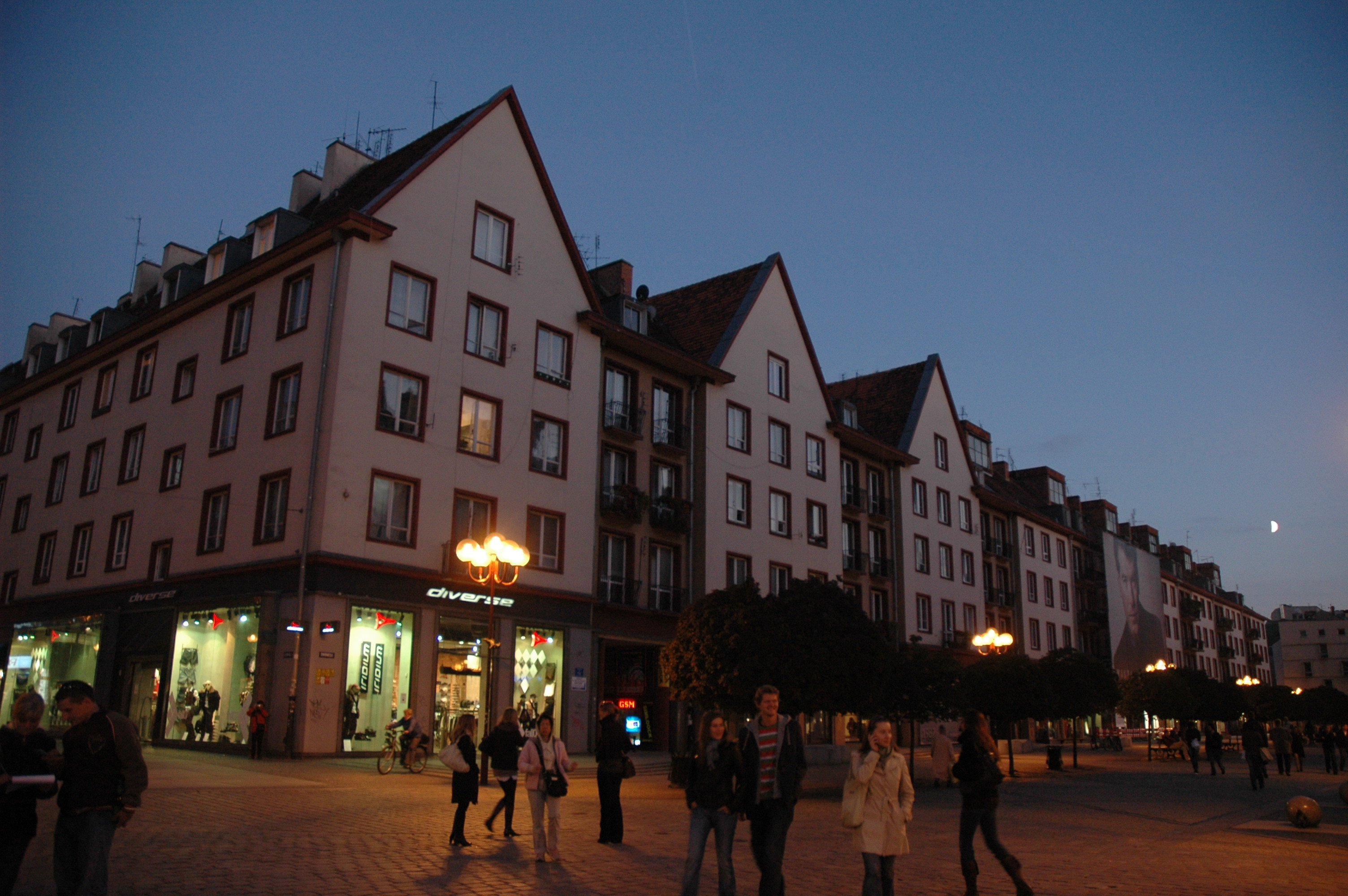
ul. Oławska 1, w prawo ul. Świdnicka 2 i kolejne numery parzyste

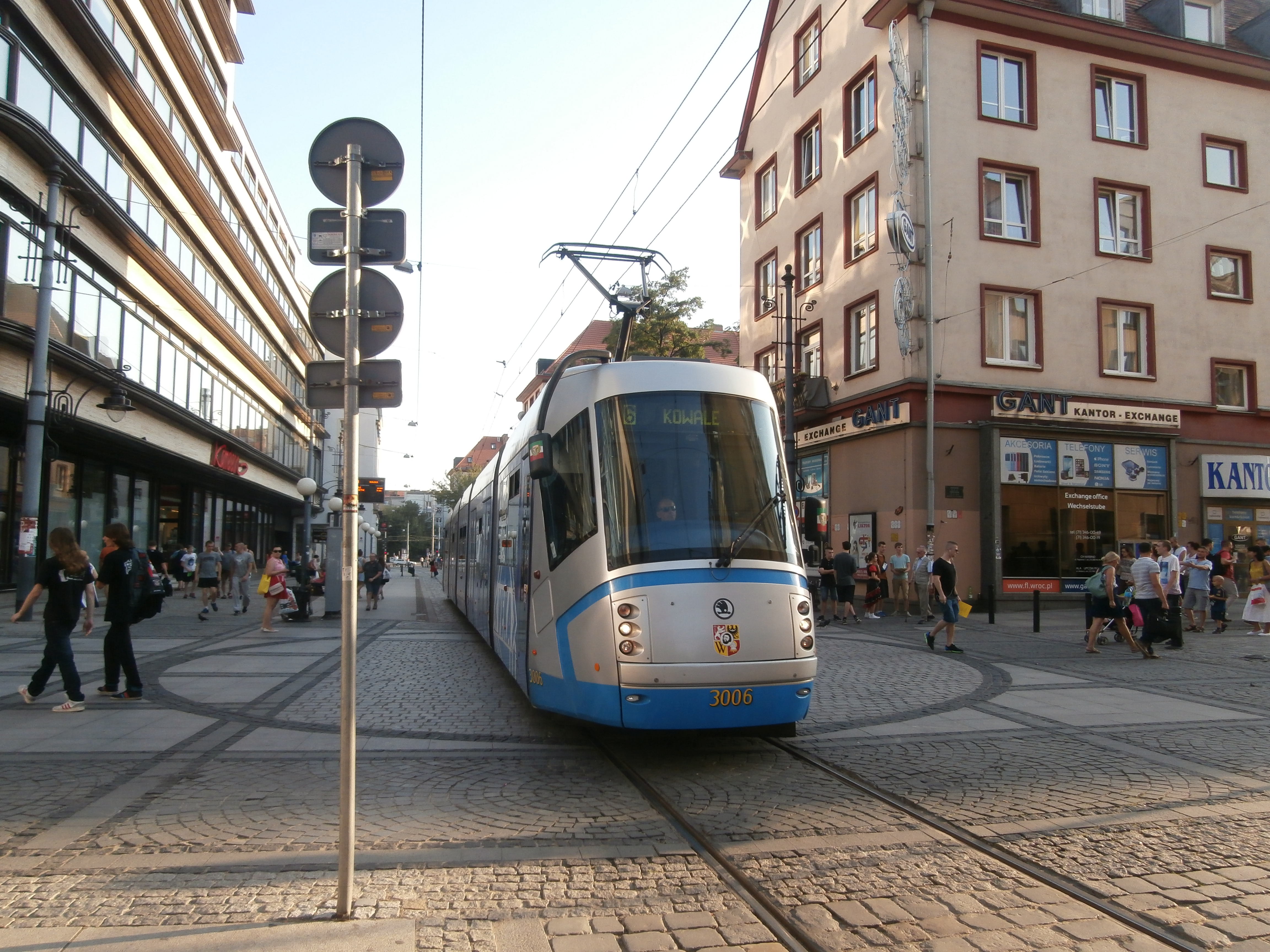
Ul. Szewska, po prawej ul. Oławska 5

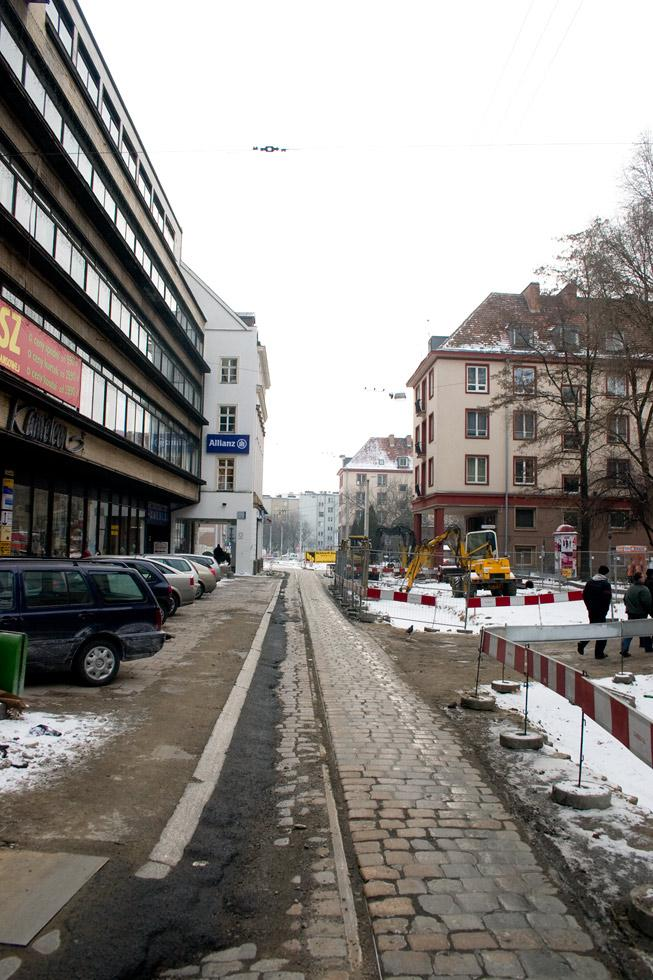
Ul. Szewska, skrzydło środkowe i dalej południowe

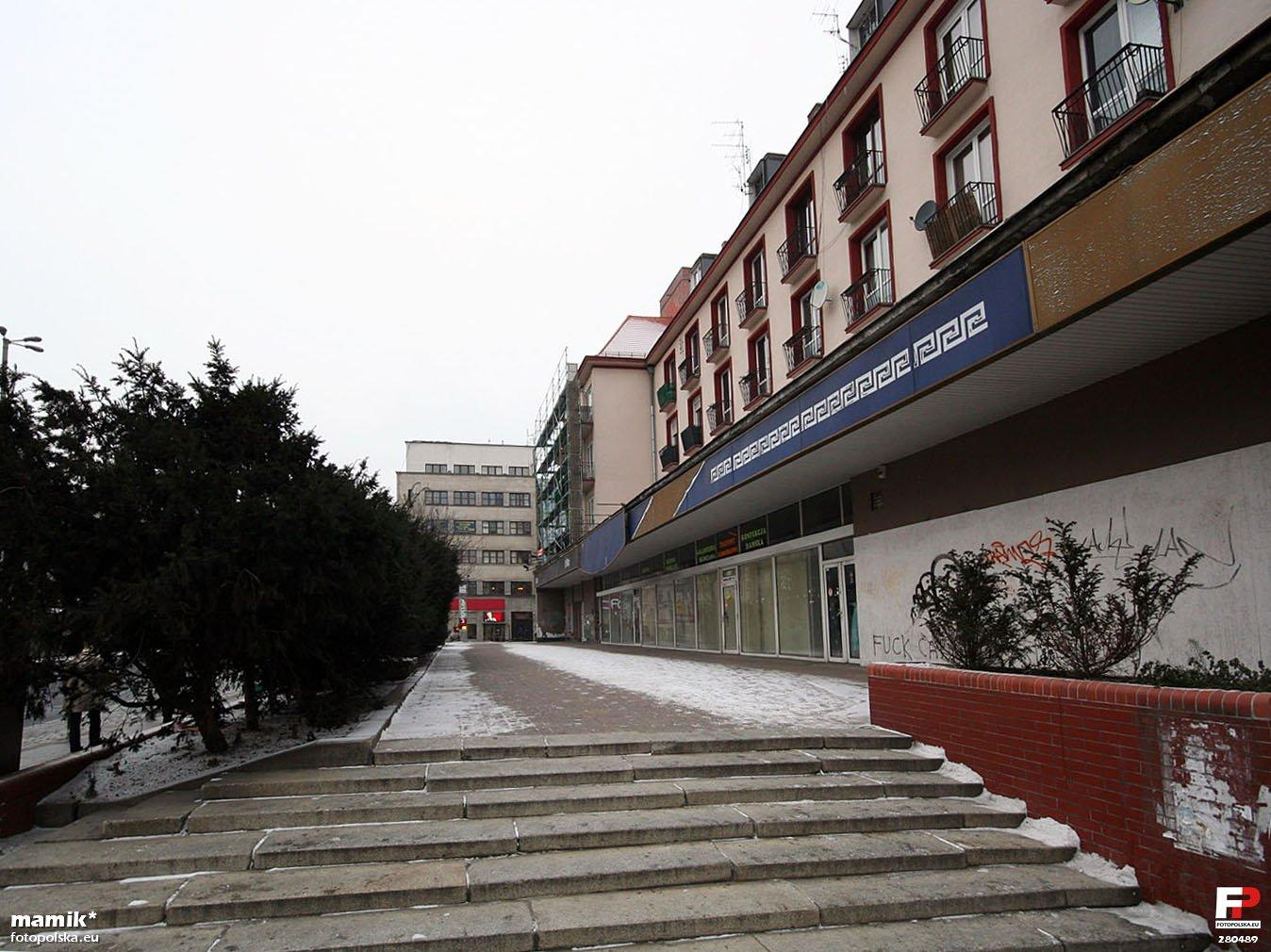
Teren przed południowym skrzydłem przed przebudową, po prawej ul. Szewska 80, 81, na końcu ul. Świdnicka 8c

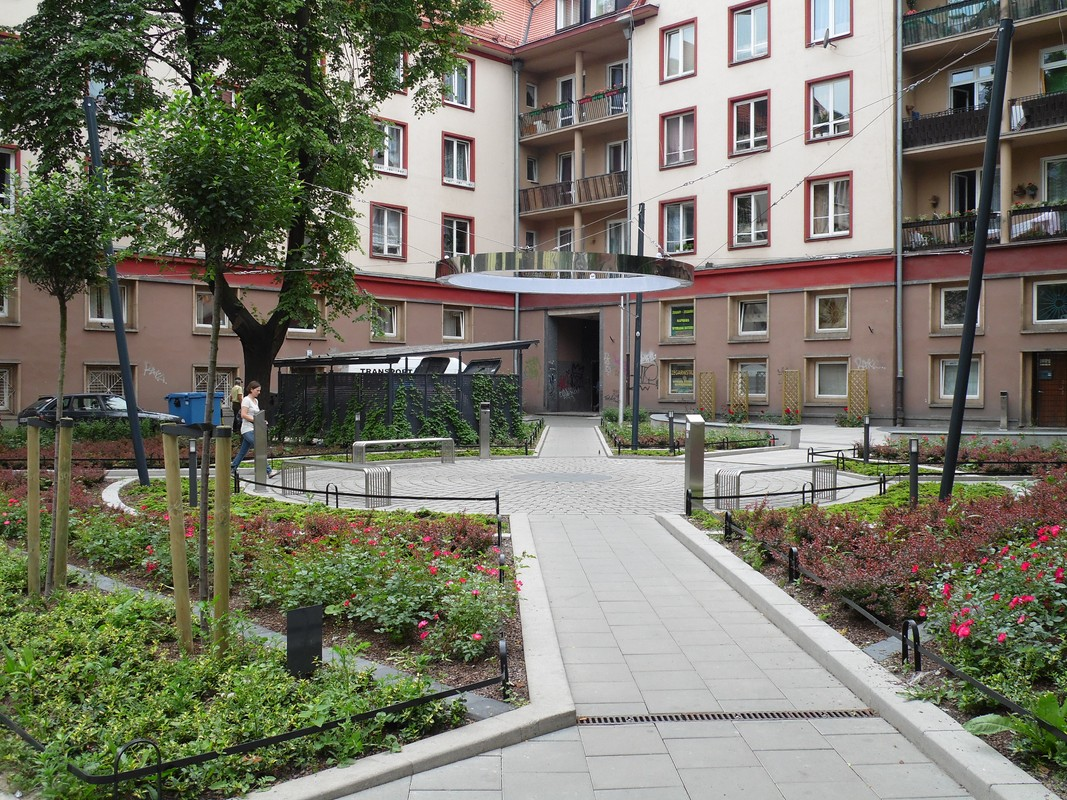
Dziedziniec północny

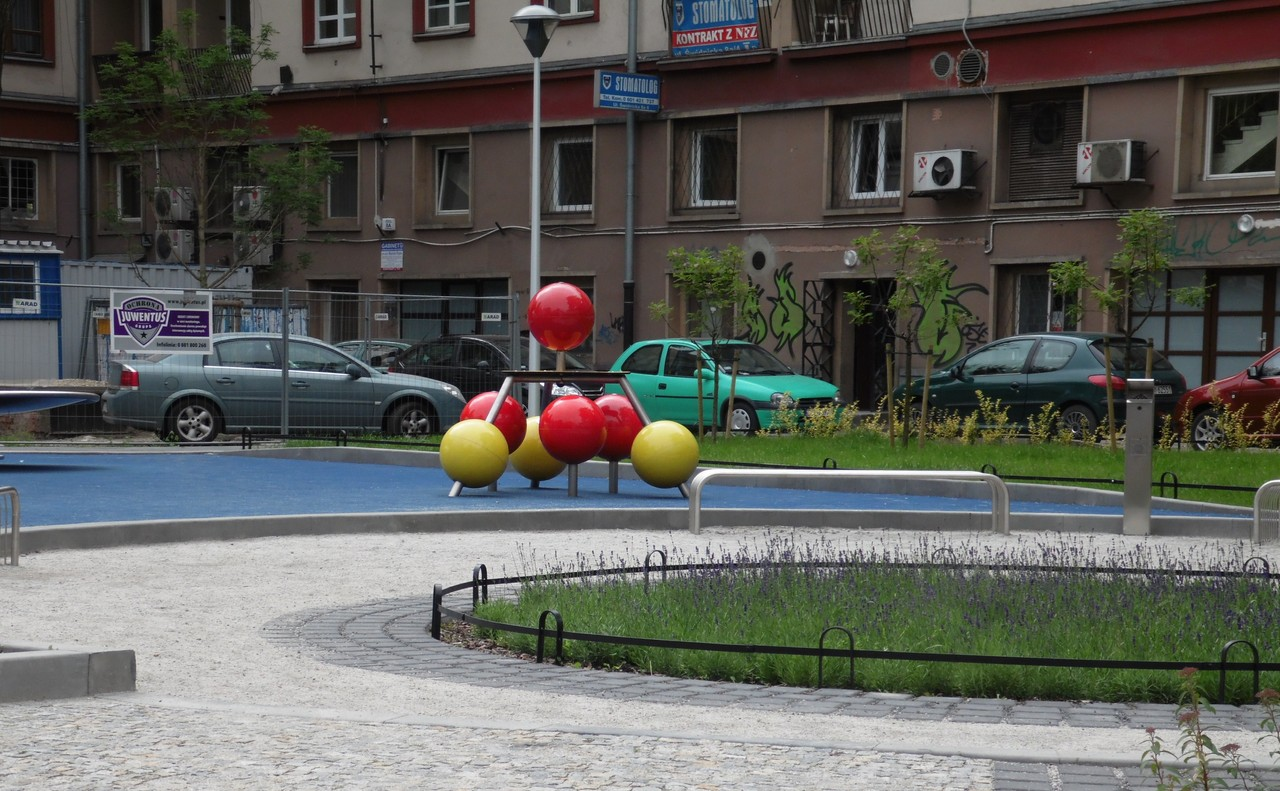
Dziedziniec południowy

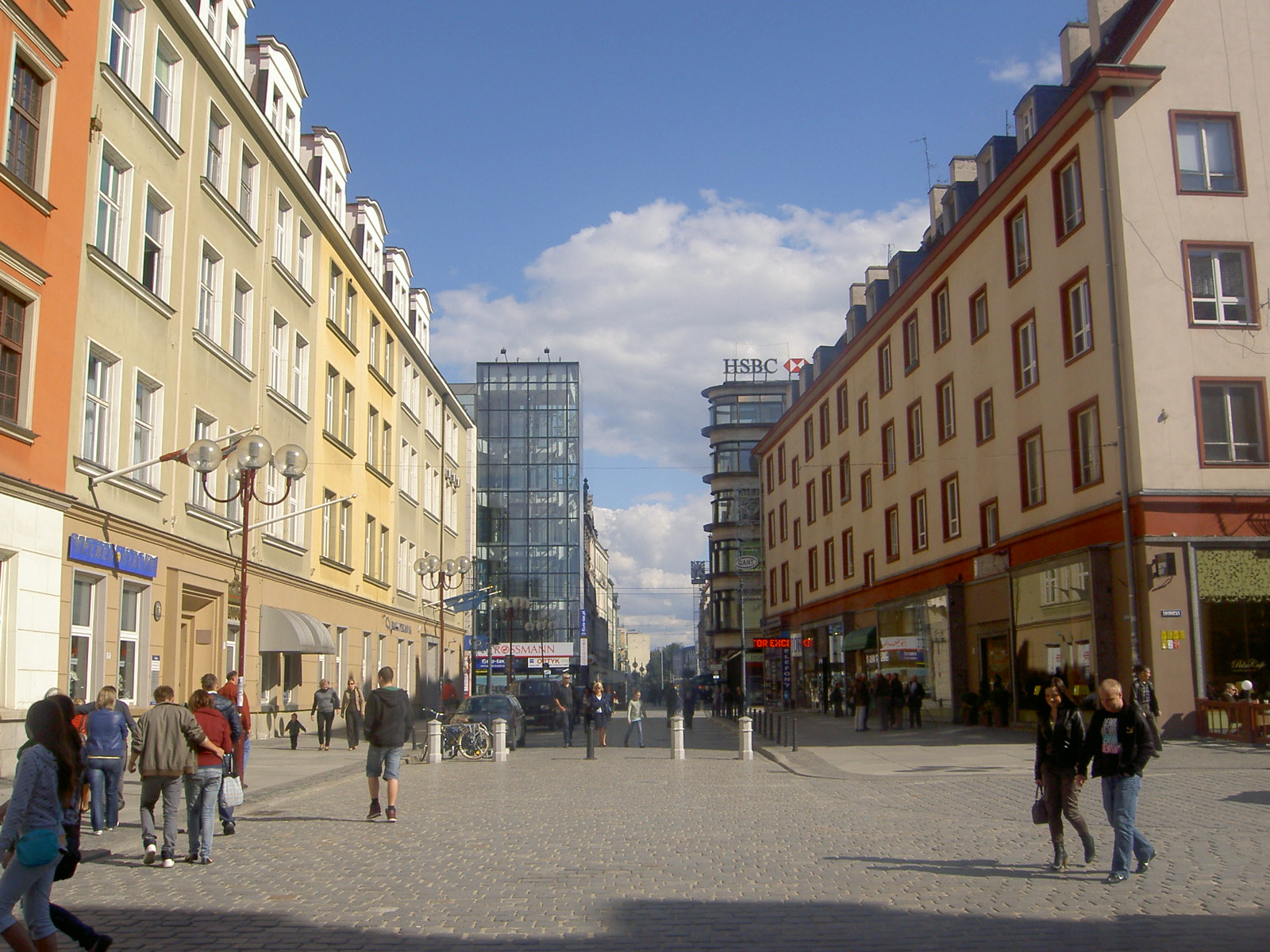
ul. Oławska, po prawej nr 1, 3 i 5

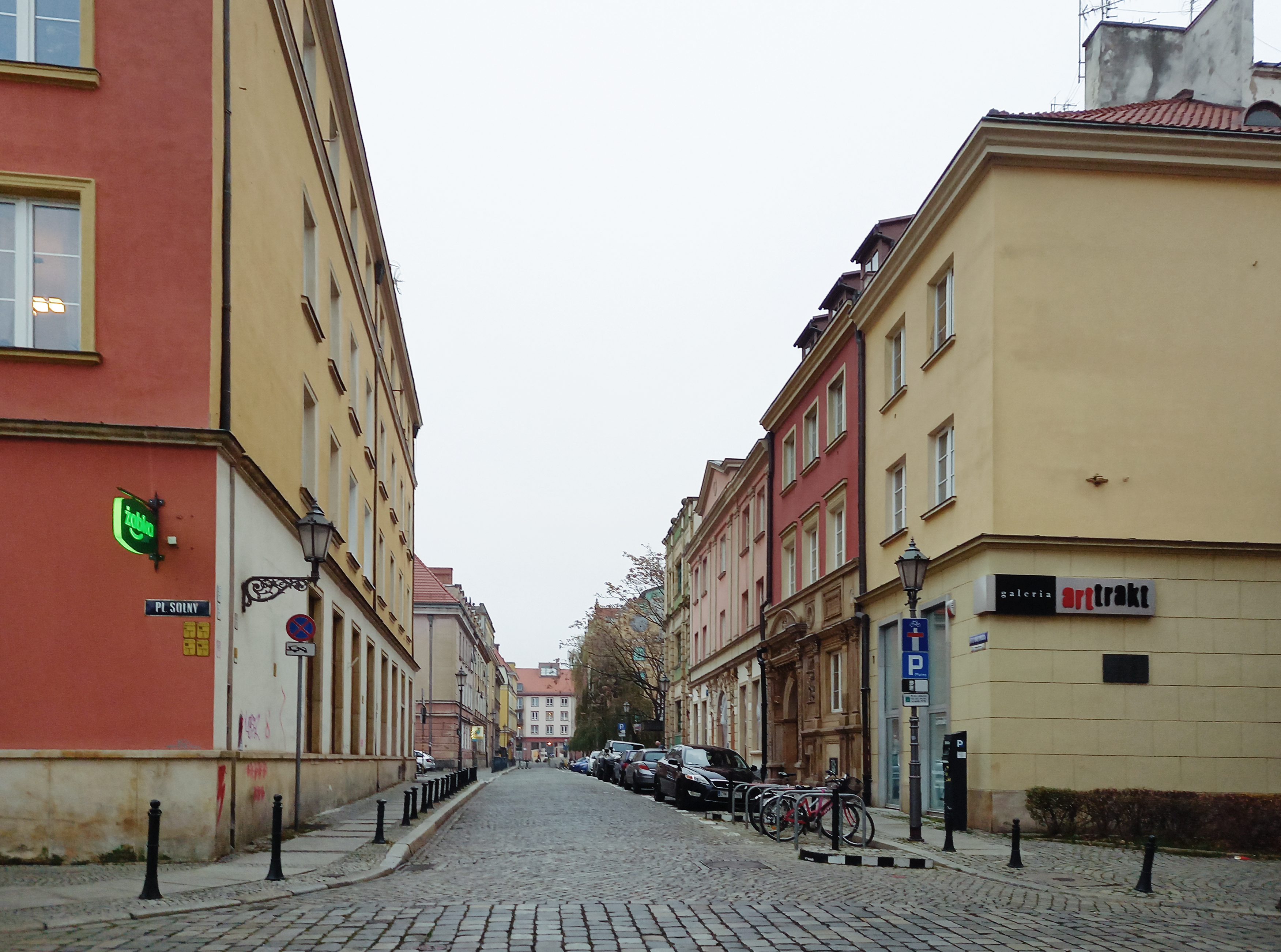
Ul. Ofiar Oświęcimskich, w tle zabudowa na dawnym Placu Młodzieżowym przerywająca bieg ulicy

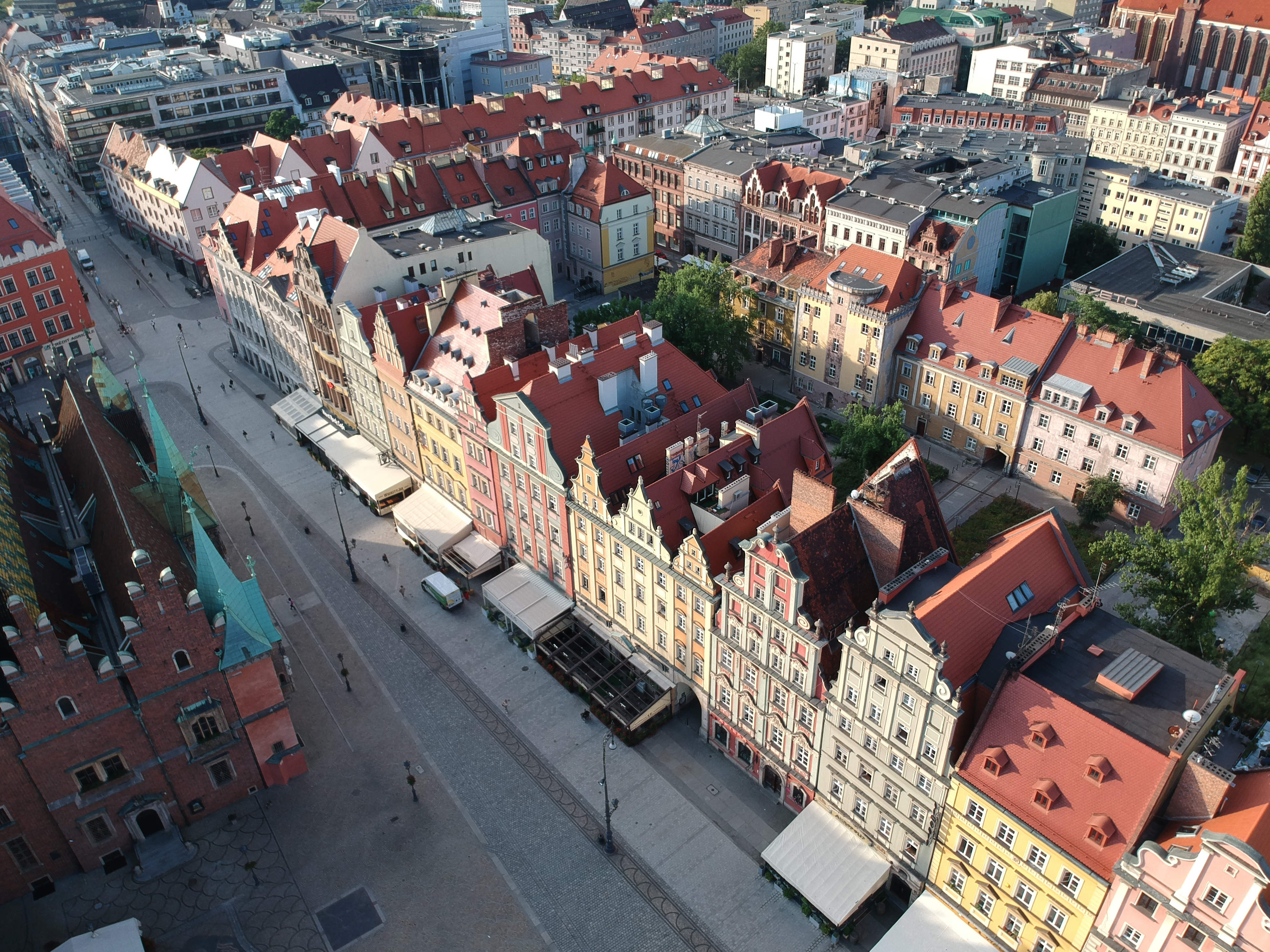
Południowa strona Rynku, w lewej górnej części zdjęcia zespół zabudowy mieszkalno-usługowej

Zespół zabudowy mieszkalno-usługowej – zespół zabudowy znajdujący się we Wrocławiu na Starym Mieście przy wlocie ulicy Świdnickiej i Oławskiej do Rynku, w kwartale ulic: ulica Kazimierza Wielkiego, ulica Oławska, ulica Szewska i ulica Świdnicka, w ramach osiedla Stare Miasto.
Zespół zabudowy mieszkalno-usługowej został wzniesiony na dawnym placu Młodzieżowym istniejącym tu w latach 1954–1956, który powstał po odgruzowaniu tego terenu. Styl powstałej wówczas zabudowy określa się jako modernizm, choć niektórzy autorzy sytuują ją między socrealizmem a modernizmem. Wskazuje się, że na jej kształt decydujący wpływ miało położenie miejsca w ścisłym centrum z narożnikowym stykiem do Rynku. Ocenia się, że zabudowa ta jest neutralna stylowo i jako taka dobrze wpisuje się w historyczne otoczenie kreując harmonijny zespół przestrzenny.

## Położenie i otoczenie
Zespół mieszkalno-usługowy położony jest we Wrocławiu w obrębie Starego Miasta, osiedla Stare Miasto, w dzielnicy urbanistycznej Śródmieście w ramach wielofunkcyjnego centrum miasta. Współcześnie otaczają go następujące ulice: Świdnicka od zachodu, Oławska od północy, Szewska od wschodu oraz Kazimierza Wielkiego od południa. Zabudowa ta przylega także w północno-zachodnim narożniku do Rynku, z którym powiązane są w tym miejscu ulice: Świdnica i Oławska. Ulica Świdnicka, Oławska, Kazimierza Wielkiego oraz Rynek określane są jako rdzeń ogólnomiejski w ramach przestrzeni publicznych oraz w otoczeniu omawianej zabudowy jako ulice handlowe. Obecnie ulice te oraz wspomniany Rynek pełnią funkcję deptaków. Na ulicy Szewskiej na odcinku od ulicy Kamieniarza Wielkiego do ulicy Ofiar Oświęcimskich dopuszczony jednokierunkowy ruch kołowy, a na odcinku od ulicy Ofiar Oświęcimskich do ulicy Oławskiej ruch ten jest ograniczony. Natomiast ulica Kazimierza Wielkiego stanowi szeroką arterię z wydzielonym torowiskiem tramwajowym stanowiąc część tzw. Trasy W-Z. Pojedyncze torowisko tramwajowe znajduje się także w ulicy Szewskiej. Obie ulice wskazywane są jako główne korytarze tramwajowe. Drogi wokół oraz w obrębie omawianej zabudowy objęte są strefami ograniczenia prędkości, częściowo do 20 km/h, a w pozostałej części do 30 km/h z wyłączeniem ulicy Kazimierza Wielkiego. Przy południowo-zachodnim narożniku zabudowy w ciągu ulicy Świdnickiej znajduje się podziemne przejście dla pieszych pod ulicą Kazimierza Wielkiego, tzw. Przejście Świdnickie, a także po przebudowie Przejście Dialogu, choć współcześnie zbudowano tu także naziemne przejście dla pieszych sterowane sygnalizacją świetlną   . Wokół opisanego obszaru znajduje się zabudowa Starego Miasta obejmująca zarówno budynki zabytkowe, jak i późniejsze realizacje uzupełniające powstałe na wolnych terenach, jakie pozyskano po odgruzowane zniszczonej w czasie II wojny światowej zabudowy. Są to przede wszystkim realizacje z okresu PRL, ale nie tylko, bowiem znalazło się tu także miejsce na realizację kilku inwestycji z okresu po przemianach ustrojowych w Polsce. Zabudowa ta jest zaliczana do niskiej i średniowysokiej. Jest to obszar gęsto wypełniony tkanką miejską z dużą intensywnością wykorzystania terenu, przemieszaniem funkcji mieszkalnej z funkcją handlowo-usługową, w tym z usługami o charakterze wielkomiejskim oraz atrakcjami turystycznymi, o gęstej sieci ulicznej, gęstego układu linii komunikacji zbiorowej w ramach transportu publicznego  i dużej gęstości zaludnienia. Omawiany teren objęty jest rejonem statystycznym nr 933130, w ramach którego zameldowanych jest 549 osób, a gęstość zaludnienia wynosi 6910 lud./km² (według stanu na dzień 31.12.2021 r.). Układ zabudowy charakteryzuje się liniowym, kwartałowym układem, rozmieszczonych w blokach urbanistycznych z reprezentacyjną funkcją zwróconą na zewnątrz i usługową do wewnątrz bloku, przy czym blok urbanistyczny, na którym znajduje się omawiana zabudowa, ma powierzchnię około 0,77 ha. Układ ten ponadto cechuje regularna siatka ulic i placów. Oprócz budynków mieszkalnych i mieszkalno-usługowych znajdują się także budynki handlowe, biurowe oraz budynek z parkingiem wielopoziomowym o nazwie Szewska Centrum .

## Historia
Przed II wojną światową omawiany teren zabudowany był gęstą zabudową pierzejową. Przecięty był ówcześnie dwoma ulicami: nieistniejącym współcześnie odcinkiem ulicy Ofiar Oświęcimskich (Junkernstraße) oraz niezachowanymi Marstallgaße i Zaułkiem Pokutniczym (Altbüßerohle), a od południa ograniczony niesiniejącą dziś ulicą Słodową (Hummerei).
W wyniku działań wojennych prowadzonych podczas oblężenia Wrocławia z 1945 r. ulica Świdnicka została zniszczona w około 90%. W jej okolicy powstały wolne tereny po usunięciu gruzów pochodzących z zastanych ruin. Taka sytuacja miała miejsce w obszarze otoczonym ulicami: Świdnicką, Oławską, Szewską i Słodową. Po zakończeniu odgruzowywania z ruin, omawiany teren pozostawał wolną przestrzenią i otrzymał on nazwę Placu Młodzieżowego. Do połowy lat 50. XX wieku plac uznawano za miejsce szczególne, między innymi ze względu na bliskość Rynku oraz wspomniane wyżej wydarzenia organizowane na jego terenie. Prowadzona była wówczas debata dotycząca ingerencji w układ urbanistyczny i wniesienie polskiego wkładu poprzez wykreowanie trzeciego placu narożnikowego połączonego z Rynkiem. Zwyciężyła jednak inna koncepcja, określana w niektórych publikacjach jako odważna, aby powstała w tym miejscu pizzeta. Zrezygnowano przy tym z rekonstrukcji substancji zabytkowej. Zdecydowano się także na wyznaczenie przesuniętej względem pierwotnej zabudowy nowej linii zabudowy, poszerzając ulicę Świdnicką i kreując tym samym wydłużony plac od ulicy Oławskiej do ulicy Słodowej (dzisiejszej ulicy Kazimierza Wielkiego). Poszerzenie to wynosiło 20 m. Po zakończeniu inwestycji nazwa placu, zarówno w szerokim znaczeniu kwartału pomiędzy ulicami zajętego nową zabudową, jak i w wąskim zakresie poszerzonej ulicy Świdnickiej stosowanym podczas budowy, przestała być używana. Sam północy odcinek ulicy Świdnickiej, tworzący wydłużony plac, nie uzyskał odrębnej tożsamości .
Projekt zabudowy tego terenu powierzono grupie młodych architektów ocenianych jako awangardowych. W skład tej grupy wchodzili: Włodzimierz Czerechowski), Ryszard Jędrak, Ryszard Natusiewicz oraz Anna i Jerzy Tarnawscy . Część publikacji wymienia także Konrada Dybę i Kazimierza Ciechanowskiego. Koncepcja zabudowy powstała w 1954 roku , a projekt powstawał w latach 1954–1955. Czas ten określa się jako przeddzień odrzucenia socrealizmu. Jeżeli zaś chodzi o realizację inwestycji, to spotkać można w publikacjach rozbieżne daty lub zakres lat, niewątpliwie w niektórych przypadkach obejmujące także okres projektowania. I tak podaje się, że budynki powstały: lata 1954–1956, lata 1955–1956 , w 1956 r., w 1957 r., prowadzenie robót budowlanych lata 1955–1960. Zlikwidowano wówczas linię tramwajową biegnącą w ulicy Świdnickiej na odcinku od Rynku do placu Teatralnego. W kolejnych latach po zakończeniu budowy rozgorzała także już wówczas dyskusja nad zakazem ruchu kołowego na ulicy Świdnickiej, przynajmniej w niektórych godzinach.
W parterze budynków przy ulicy Świdnickiej 8b oraz przy ulicy Szewskiej 80 i 81, po południowej stronie kompleksu zabudowy od strony ulicy Kazimierza Wielkiego, zlokalizowany był jeden z lokali usługowych, w którym mieścił się dawny Bar Barbara  . Pierwotnie był on zaprojetowany przez Annę i Jerzego Tarnawskich . Współcześnie niektórzy autorzy określają miejsce i sam lokal gastronomiczny jako kultowy. Od 21.01.2014 r. do 14.05.2015 r. prowadzono w nim przebudowę, w wyniku której powstała tam siedziba Biura Festiwalowego Impart 2016. Tu mieściło się centrum informacyjne Europejskiej Stolicy Kultury we Wrocławiu. Lokal pełnił także funkcję przestrzeni wystawienniczej, koncertowej, warsztatowej i konferencyjnej. Jego część przeznaczono także pod funkcje gastronomiczną, w ramach której funkcjonował bar  . Docelowo ma on funkcjonować jako przestrzeń wielofunkcyjna dla wydarzeń kulturalnych, wykładów itp. oraz biurowa. Koszt inwestycji wyniósł 4 046 000.00 zł. Inwestorem był Zarząd Inwestycji Miejskich. Projekt przebudowy został wykonany w latach 2013–2014 w pracowni Major Architekci, przy udziale architektów: Marcin Major, Paweł Osmak, Magdalena Szkoda, Kamila Jacyniuk, Anna Owsiany oraz konstruktora z pracowni Projjekt.pl Jarosława Jakimczyk, a generalnym wykonawcą robót budowlanych firma Bor Bud Sp. z o.o.  Kolejna zamiana nastąpiła w 2017 r., kiedy w miejsce baru rozpoczęła tu działalność kawiarnia sieci Etno Cafe .
Współcześnie dopuszcza się wykorzystanie terenu poszerzonej ulicy Świdnickiej między innymi na lokalizację letnich ogródków przy lokalach gastronomicznych. W lokalu przy ulicy Świdnickiej 2-4 mieści się Galeria Dizajn działająca w ramach BWA Wrocław Galerie Sztuki Współczesnej . Natomiast przy ulicy Oławskiej 1 otwarto kawiarnię sieci Starbucks.
Tereny wnętrz międzyblokowych (dziedzińców z zieleńcami) oraz ulicy i placu pomiędzy zabudową a ulicą Kazimierza Wielkiego stanowią własność Gminy Wrocław. Natomiast nieruchomości zabudowane opisanymi budynkami mieszkalno-usługowymi stanowią współwłasność Gminy Wrocław, osób fizycznych oraz w mniejszym stopniu innych osób i Skarbu Państwa.

## Zabudowa i architektura

### Układ zabudowy
Na opisywaną zabudowę składa się zespół budynków mieszkalno-usługowych zbudowanych w jednym bloku powiązanych obiektów tworzących ciągłe pierzeje ulic, w tym tworzą:
- wschodnią pierzeję ulicy Świdnickiej na odcinku od ulicy Oławskiej do ulicy Kazimierza Wielkiego[6]
- południową pierzeję ulicy Oławskiej na odcinku od ulicy Świdnickiej do ulicy Szewskiej[7]
- północną pierzeję ulicy Kazimierza Wielkiego na odcinku od ulicy Świdnickiej do ulicy Szewskiej[9]
- północną pierzeję ciągu pieszego przebiegającego na śladzie niesiniejącego dziś odcinka ulicy Ofiar Oświęcimskich przez wnętrze kwartału zajmowanego przez opisywaną zabudowę[72].

Natomiast od strony ulicy Szewskiej opisywana zabudowa kreuje dwa otwarte od tej ulicy dziedzińce objęte i przedzielone trzema skrzydłami budynków ukierunkowanych do ulicy swoimi szczytami, w znacznym stopniu zagospodarowane na duże zieleńce  . Całość zabudowy w rzucie poziomym na płaszczyznę terenu ma kształt odpowiadający dużej literze „E” . Od strony ulicy Kazimierza Wielkiego linia zabudowy skrzydła południowego jest odsunięta od ulicy tworząc tu niewielką przestrzeń otwartą dla ruchu pieszego. To samo dotyczy opisywanej wyżej odsunięcia linii zabudowy od ulicy Świdnickiej kreującego wydłużony plac i efektowne przedpole dla zlokalizowanych tu lokali handlowo-usługowych  , przy czym w zakresie południowego odcinka tego przedpola do ulicy Kazimierza Wielkiego jest ono wyniesione ponad teren ulicy, a pokonanie różnicy tych poziomów umożliwiają schody terenowe. Teren wyrównuje się przy samej ulicy Kazimierza Wielkiego. Położony jest on na wysokości bezwzględnej od około 119 do 120 m n.p.m.

### Dane adresowe i liczbowe
Budynki zrealizowane w ramach Placu Młodzieżowego mają pięć kondygnacji nadziemnych . Na pierwszej kondygnacji (w parterach) zaprojektowano lokale handlowo-usługowe oraz przejścia bramowe, a na wyższych kondygnacjach lokale mieszkalne . Budynki te mają przypisane następujące numery adresowe:
- ulica Świdnicka 2, 4, 4a, 6, 6a, 8, 8a, 8b i 8c[6][74]
- ulica Oławska 1, 3, 5[7][74]
- ulica Szewska 78, 79, 80, 81[8][74].

Teren otoczony wymienionymi wyżej ulicami, na którym zrealizowano zabudowę, ma łączą powierzchnię 7202 m2 (7195 m²), w tym działki zabudowane mają powierzchnię 3310 m² (3259 m²), a niezabudowane 3892 m² (3936 m²), w tym dziedziniec północy ma powierzchnię 1427 m², a południowy 2465 m² (2509 m²). Łączna powierzchnia zabudowy wynosi 3283 m², w tym budynki mieszkalne 3219 m² oraz pozostałe budynki niemieszkalne 64 m². Powierzchnia wydłużonego placu stanowiącego dziś poszerzony odcinek początkowy ulicy Świdnickiej wynosi 5151 m² (5 153 m²) i jest przypisana do należącej do gminny drogi o statusie drogi wewnętrznej, a powierzchnia otwartej przestrzeni pomiędzy budynkami a ulicą Kazimierza Wielkiego wynosi 731 m² (729 m²).

### Architektura budynków
Styl powstałej wówczas zabudowy określa się jako modernizm, choć inwestycja prowadzona była w okresie przechodzenia w architekturze od socrealizmu do modernizmu i niektórzy autorzy sytuują ją między socrealizmem a modernizmem . Mówi się o tym, iż architektura ta przy równoczesnym dążeniu do harmonii z otoczeniem, jednocześnie wskazuje na chęć odejścia jej autorów zarówno od dawnej ikonografii historycznej dominującej przy odtwarzaniu zabudowy pobliskiego Rynku, jak i od ówczesnego kierunku socrealistycznego. Innym określeniem tej architektury jest stwierdzenie, iż jest to przykład modernizacji socrealizmu i zapowiedź nadchodzących zmian .
Zabudowa została zaaranżowana w taki sposób, aby w sąsiedztwie Rynku nawiązywała do otaczających go kamieniczek. Zostało to osiągnięte poprzez zaprojektowanie trzech sekcji ścian szczytowych od strony ulicy Świdnickiej, z kalenicami oraz skośnymi dachami usytuowanymi prostopadle do tej ulicy, przy czym skrajnie północna tak ściana zamyka skrzydło biegnące wzdłuż ulicy Oławskiej, wobec której kalenica ta i połacie dachowe są równoległe. Pozostała część zespołu zabudowy zaprojektowano jako budynek z kalenicą i połacią dachu równoległą do ulicy, zwieńczoną latarniami (świetlikami) klatek schodowych. Pod względem architektonicznym wśród cech zbudowanych budynków wymienia się między innymi uproszczone bryły budynków, uproszczony detal, wysokie dachy i szczyty, zróżnicowanie dachów, poziome podziały elewacji, przejścia pod budynkami w poziomie parterów , aranżacja otwartych zieleńców  (postuluje się ich zamknięcie).

### Inne aspekty architektoniczno-budowlane
Do budowy budynków zastosowano prefabrykację, która z założenia miała przyspieszyć proces realizacji obiektów. Jedną z przesłanek dążenia do osiągnięcia tego celu była prestiżowa, eksponowana lokalizacja obiektu. Jednakże mimo przyjętych rozwiązań, ostatecznie roboty budowlane trwały stosunkowo długo, a wszystkie lokale usługowe zostały oddane do eksploatacji dopiero w 1960 r.
Zbudowany zespół zabudowy zajął cały opisany wyżej blok urbanistyczny, a od strony ulicy Świdnickiej wykreował ciągłą pierzeję wschodnią. Skutkiem takiego ukształtowania zabudowy była likwidacja odcinka ulicy Ofiar Oświęcimskich na odcinku od ulicy Świdnickiej do ulicy Szewskiej. Od tego czasu wspomniana ulica składa się dwóch oddzielnych odcinków: od placu Solnego i ulicy Eugeniusza Gepperta do ulicy Świdnickiej oraz od ulicy Szewskiej do ulicy Kazimierza Wielkiego. Jedynie w poziomie parteru pozostawiono wolną przestrzeń umożliwiającą ruch pieszy na osi dawnej ulicy poprzez południowy dziedziniec zabudowy, podobnie zresztą jak pozostawiono takie przejścia bramowe pod budynkami od ulicy Świdnickiej także do północnego wnętrza kwartału i dalej do ulicy Szewskiej.
W budynkach przy ulicy Oławskiej 3 oraz przy ulicy Świdnickiej 2, 4 znajdują się budowle ochronne urządzone w podpiwniczonej części tych budynków. Wyposażone są w awaryjne wyjścia do wnętrza blokowego. Wymaga się ich zachowania.

## Znacznie, odbiór i opinie
Opisywana inwestycja była pierwszą dużą inwestycją w zakresie odbudowy ulicy Świdnickiej oraz generalnie znaczącą dla tego okresu, jedną z czterech poważniejszych realizacji z perspektywy całego ówczesnego Wrocławia , drugą w tej skali po Kościuszkowskiej Dzielnicy Mieszkaniowej . Według nomenklatury publicystycznej z tamtego okresu był to jeden duży blok mieszkalno-usługowy. Autorzy publikacji zgodnie wskazują, iż projektanci, którzy otrzymali zadanie zagospodarowania tej przestrzeni, stanęli przed dość trudnym zadaniem. Wynikało to faktu, iż projektowanie prowadzone było jeszcze w okresie socrealizmu, choć już u jego schyłku, tuż przed wejściem polskiej architektury w okres modernizmu. Decydujące dla architektury budynków było położenie tuż przy Rynku. Szczególne wymagania stawiała także lokalizacja w bezpośrednim sąsiedztwie z historyczną zabudową Rynku, choć w znacznej mierze odtworzonej niekoniecznie zgodnie pierwowzorami, a także jej wyeksponowanie i prestiżowe położenie w zróżnicowanym otoczeniu ścisłego centrum. Bardzo pozytywnie ocena się zarówno odsunięcie linii zabudowy powodujące kreację wydłużonego placu, zapewniającego pieszą komunikację i dodatkową perspektywę z punktu widzenia lokali handlowo-usługowych położonych na parterach budynków, jak i ukształtowanie brył budynków z podziałem na część przyrynkową, z analogią do formowania stykających się narożnikowo wnętrz, tworząc od Rynku do ulicy Ofiar Oświęcimskich zespół nawiązujący do form historycznych, z prostopadłymi do ulicy kalenicami (szczytami) nadając charakter kamieniczek oraz na część od ulicy Ofiar Oświęcimskich do ulicy Kazimierza Wielkiego z kalenicą dachu równoległą do ulicy, zwieńczoną latarniami klatek schodowych w formie już jednoznacznie modernistycznej. Wśród cech wyróżniających obiekt wymienia się staranność estetyczną, charakterystyczną dla tego okresu, oraz wyważoną odmienność, która pozwoliła stworzyć w tym fragmencie miasta harmonijny zespół przestrzenny. Całość oceniania jest jako neutralną stylowo, dzięki między innymi uproszczonym formą detalu różnicą ten obiekt od architektury historycznych domów mieszczańskich oraz udanie nawiązującą do historycznego otoczenia. Wskazuje się, że dzisiejsza perspektywa po wielu latach od powstania zabudowy pozwala uznać, że projektantom udało się stworzyć oprawę godną ważnej ulicy położonej w ścisłym centrum miasta, która w pełni integruje się z otoczeniem.
Warto tu zacytować opinię, która stanowi pewne podsumowanie odbioru architektury tej zabudowy:

Zespół przestrzenny harmonijnie wpisujący się w klimat Starego Miasta, o powściągliwej architekturze i rozwiązaniach funkcjonalnych zapowiadających koniec dyktatury socrealizmu.

Natomiast pomijając opinie dotyczące samych rozwiązań architektonicznych, należy także zacytować następującą ocenę wykreowanej przestrzeni:

Uroda tego miejsca wyraźnie broni śmiałego pomysłu z lat 50.

## Ochrona
Obszar, na którym położona jest omawiany zespół zabudowy, podlega ochronie w ramach zespołu urbanistycznego Starego Miasta z XIII–XIX wieku, wpisanego do rejestru zabytków pod numerem rejestrowym 196 z 15.02.1962 oraz A/1580/212 z 12.05.1967 r. Inną formą ochrony tych obszarów jest ustanowienie historycznego centrum miasta, w nieco szerszym obszarowo zakresie niż wyżej wskazany zespół urbanistyczny, jako pomnik historii . Samo miasto włączyło ten obszar jako cenny i wymagający ochrony do parku kulturowego – Parku Kulturowego „Stare Miasto”, który zakłada ochronę krajobrazu kulturowego oraz uporządkowanie, zachowanie i właściwe kształtowanie krajobrazu kulturowego i historycznego charakteru najstarszej części miasta . Dla obszaru na którym położona jest opisywana zabudowa przed jakimkolwiek zainwestowaniem, wymagane jest sporządzenie planów szczegółowej rewaloryzacji przy uwzględnieniu między innymi szczegółowych wytycznych konserwatorskich. Ochronie podlega także oś widokowa wzdłuż całej ulicy Świdnickiej w kierunku północnym, wzdłuż ulicy Oławskiej w kierunku Rynku oraz na całej długości ulicy Kazimierza Wielkiego w zakresie panoramy widokowej Starego Miasta. Same budynki jednak nie podlegają takiej ochronie, choć budynek przy ulicy Świdnickiej 2 wskazuje do ochrony miejscowy plan zagospodarowania przestrzennego. Inną formą ochrony jest dokonany wpis omawianego zespołu zabudowy na listę dóbr kultury współczesnej . Postuluje się także częściowe odtworzenie przebiegu zlikwidowanego odcinka ulicy Ofiar Oświęcimskich na odcinku od ulicy Świdnickiej do ulicy Szewskiej, poprzez urządzenie pieszego przejścia w formie przykrytego pasażu usługowego o wysokości zgodnej z wysokością pierwszej kondygnacji budynku przy ulicy Świdnickiej 6, 6a oraz z zachowaniem historycznej linii zabudowy, zamykanego zarówno od strony ulicy Świdnickiej jak i ulicy Szewskiej. Wymaga się przy tym aby zastosowane rozwiązania cechowały się wysokimi walorami architektonicznymi. Podobny pasaż nawiązujący do opisanego miałby także powstać w historycznej linii zabudowy wzdłuż ulicy Szewskiej. Zezwala się na budowę podziemnego parkingu dla mieszkańców tego bloku urbanistycznego.